# BAR 002
BAR 002 — болід Формули-1, сконструйований Едріаном Рейнардом і Малколмом Оастлером і побудований командою Lucky Strike Reynard B. A. R. Honda для участі в чемпіонаті світу сезону 2000 року.

## Історія
На шасі 002 встановлювався трилітровий двигун фірми Honda, яка повернулася в Формулу-1 після багаторічної перерви. Співробітництво команди BAR з японськими моторобудівниками тривало аж до сезону 2006 року.
Машиною керували Чемпіон світу канадець Жак Вільнев та бразилець Рікардо Зонта. Команда посіла п'яте місце в Кубку конструкторів, набравши 20 очок.

## Результати виступів у Формулі-1
| Рік  | Шасі    | Двигун           | Шини | №  | Пілоти  | Австралія | Бразилія | Сан-Марино | Велика Британія | Іспанія | Європейський Союз | Монако | Канада | Франція | Австрія | Німеччина | Угорщина | Бельгія | Італія | США | Японія | Малайзія | Очки | КК |
| ---- | ------- | ---------------- | ---- | -- | ------- | --------- | -------- | ---------- | --------------- | ------- | ----------------- | ------ | ------ | ------- | ------- | --------- | -------- | ------- | ------ | --- | ------ | -------- | ---- | -- |
| 2000 | BAR 002 | Honda RA000E V10 | B    |    |         | АВС       | БРА      | САН        | ВЕЛ             | ІСП     | ЄВР               | МОН    | КАН    | ФРА     | АВТ     | НІМ       | УГО      | БЕЛ     | ІТА    | США | ЯПО    | МАЛ      | 20   | 5  |
| 2000 | BAR 002 | Honda RA000E V10 | B    | 22 | Вільнев | 4         | Схід     | 5          | 16              | Схід    | Схід              | 7      | 15     | 4       | 4       | 8         | 12       | 7       | Схід   | 4   | 6      | 5        | 20   | 5  |
| 2000 | BAR 002 | Honda RA000E V10 | B    | 23 | Зонта   | 6         | 9        | 12         | Схід            | 8       | Схід              | Схід   | 8      | Схід    | Схід    | Схід      | 14       | 12      | 6      | 6   | 9      | Схід     | 20   | 5  |